# Oberhessisches Haus
Das Oberhessische Haus ist ein Bauwerk in Darmstadt.

## Geschichte und Beschreibung

### Oberhessisches Haus
Das Oberhessische Haus ist ein zweigeschossiges Einfamilienhaus, das für die Hessische Landesausstellung von 1908 errichtet wurde.
Das Bauwerk steht mit seinen ruhigen, monumentalen Formen in starkem Kontrast zu den heiter verspielten Künstlerhäusern von 1901.
Die sachliche, klar gegliederte Fassade mit ihrer zurückhaltenden Materialwirkung besteht aus weißen Putzflächen und dunkler Basaltlava.
Das Oberhessische Haus wurde in der Vergangenheit mehrfach verändert.

### Gartenhaus
Unterhalb des Oberhessischen Hauses – am Südosthang der Mathildenhöhe – entstand als Teil der Hessischen Landesausstellung von 1908 der sogenannte Fuchssche Garten.
Im Anschluss an die Landesausstellung erwarb der Herdfabrikant Roeder das Areal.
Der Architekt Jakob Krug entwarf im Jahre 1910 einen kleinen massiven, nach zwei Seiten zu öffnenden Pavillon mit Zeltdach für den Garten.
Ungewöhnlich für ein Gartenhaus ist die aufwendige architektonische Ausgestaltung im Inneren mit Täfelung, reichen Stuckarbeiten und Kugelgewölbe.
Bemerkenswert sind auch die als Pflanzkästen ausgebildeten Fensterbänke im Außenbereich.

## Denkmalschutz
Das Oberhessische Haus ist ein Dokument der herrschaftlichen Villenarchitektur der letzten Schaffensperiode Joseph Maria Olbrichs.
Das Gartenhaus ist ein gutes Beispiel für das Œuvre des Architekten Jakob Krug.
Aus baukünstlerischen und stadtgeschichtlichen Gründen ist das Ensemble ein Kulturdenkmal.

## Das Oberhessische Haus heute
Heute beherbergt das Oberhessische Haus das „Institut Mathildenhöhe Darmstadt“, das „Institut für Neue Musik und Musikerziehung“ und Wohnungen.